# Josie Barbette
Josie (Josias) Barbette (døbt 16. september 1657 i Strasbourg – begravet 2. januar 1731 i Reformert Kirke i København) var en fransk-dansk miniatur- og emaljemaler.
Han var søn af guldarbejderen Frédéric Barbette og Marguerite født Basseschin, var formodentlig uddannet af faderen, indvandrede fra Strasbourg i Christian V's tid og nævnes fra 1691 hyppigt i de kongelige regnskaber. Efter 1685 havde han sandsynligvis været i Schweiz, hvor han ernærede sig som emaljemaler. Derfra er Barbette antagelig kommet via Kassel til København, hvor han var bosat fra 1690. 
Af hans talrige og fint udførte arbejder kan nævnes: Christian V og Sophie Hedevig (Rosenborg), Eva med æblet (1694), syv stykker af Dyderne (1695, de seks på Rosenborg). Fra 1729 var Barbette kirkeforstander i den reformerte menighed. Frederik IV benyttede kun sjældent Barbette, som i sin høje alderdom levede i meget trange kår. Han boede 1728 til leje i et fattigt hus i Antonistræde. 
Han blev gift 1. november 1694 i København med Anna Catherina Flockenius (begravet 28. marts 1741 i Reformert Kirke), datter af nederlandsk præst i Frankenthal Gerhard Vosmar Flockenius og Jacomyna Bosch eller Adelheid Heueschin (Hausen). Ægteskabet var barnløst.
Et elfenbensrelief forestillende Barbette er udført af Jean Cavalier (Nationalmuseet).